# Кондратьева, Татьяна Петровна
Татьяна Петровна Кондра́тьева (род. 1952) — советская и российская актриса театра, театральный педагог, народная артистка Российской Федерации (2009)

## Биография

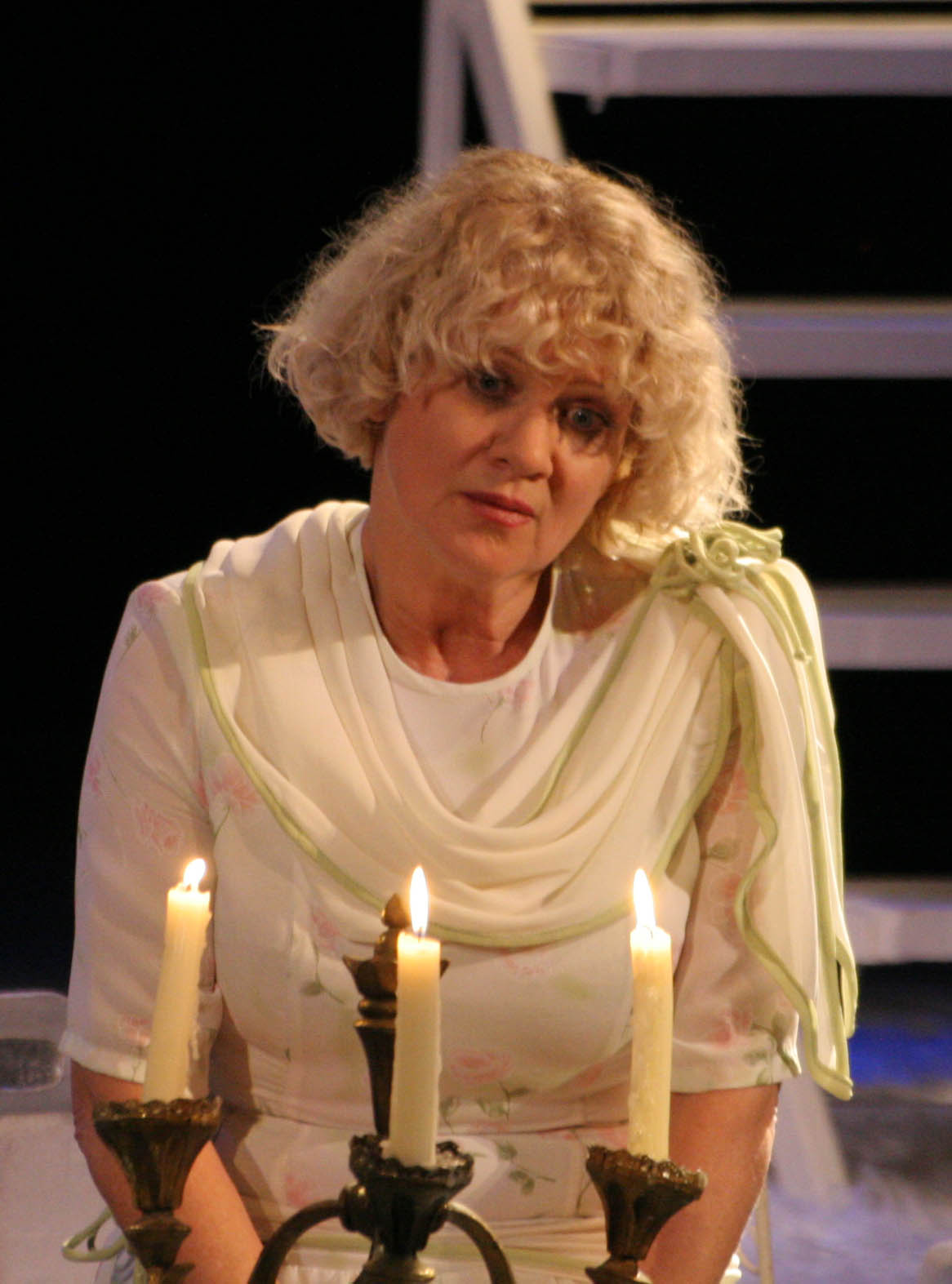
В роли Аманды («Стеклянный зверинец»)

Татьяна Петровна Кондратьева родилась 9 мая 1952 года в станице Григорополисская Новоалександровского района Ставропольского края в семье казаков. Вскоре семья переехала в Минеральные Воды. С двух лет Таня самостоятельно занимается акробатикой. В пять лет девочку отдали в драматический кружок, котором руководила Евдокия Даниловна Рядчикова, и вскоре она уже играла свои первые роли: поросёнка в спектакле «Кошкин дом» по сказке Маршака, одну из куриных ножек избушки Бабы Яги в спектакле «Два клёна», в семь лет была роль Красной шапочки, а в 9 лет роль Герды в спектакле «Снежная королева». С 6-7 лет Татьяна начала заниматься танцами. После окончания восьми классов, в возрасте неполных 15 лет, Татьяна пробовала поступить в Ростовское театральное училище, но её не приняли по возрасту.
В 1972 году окончила Саратовское театральное училище им. Слонова (курс Александра Чертова). С 1972 по 1974 год Татьяна Петровна работала в Пермском театре кукол. С 1974 года артистка Саратовского театра кукол «Теремок».
Искусство Татьяны Петровны Кондратьевой синтетично. Она выступает как в детских спектаклях: Страусёнок в «Страусёнке Рокки», Малыш в спектакле «Малыш и Карлсон», так и во взрослых: Дульсинея в пьесе Дэйла Вассермана «Человек из Ламанчи».
Этапные роли: Альма в пьесе Григория Горина «Птицы, звери, человеки», Коломбина в пьесе Геннадия Шугурова и Натальи Мороз «Сентиментальное путешествие», Фея — в «Новом Пиноккио» Натальи Мороз, Аманда — в «Стеклянном зверинце» Теннесси Уильямса, Ёжик — в «Медвежонок, Ёжик и Другие» Сергея Козлова.
Татьяна Петровна выступает также и в качестве режиссёра. Поставила спектакли «Ах, уж эта Репка» Ирины Токмаковой, «Царевна — лягушка» Нины Гернет, «Гусёнок» Нины Гернет и Татьяны Гуревич и другие.
Татьяна Петровна является дипломантом Всесоюзного фестиваля детских театров и театров кукол 1979—1981 гг., неоднократным лауреатом областных и международных театральных фестивалей, лауреат саратовского областного фестиваля «Золотой Арлекин» за роль Аманды в спектакле «Стеклянный зверинец».

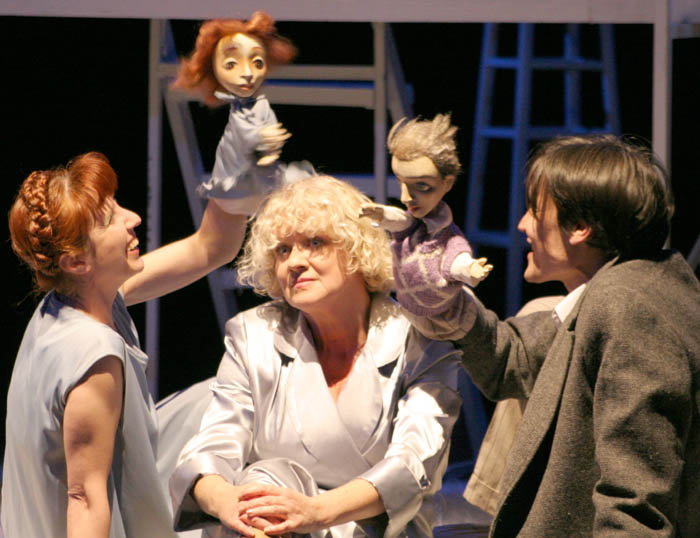
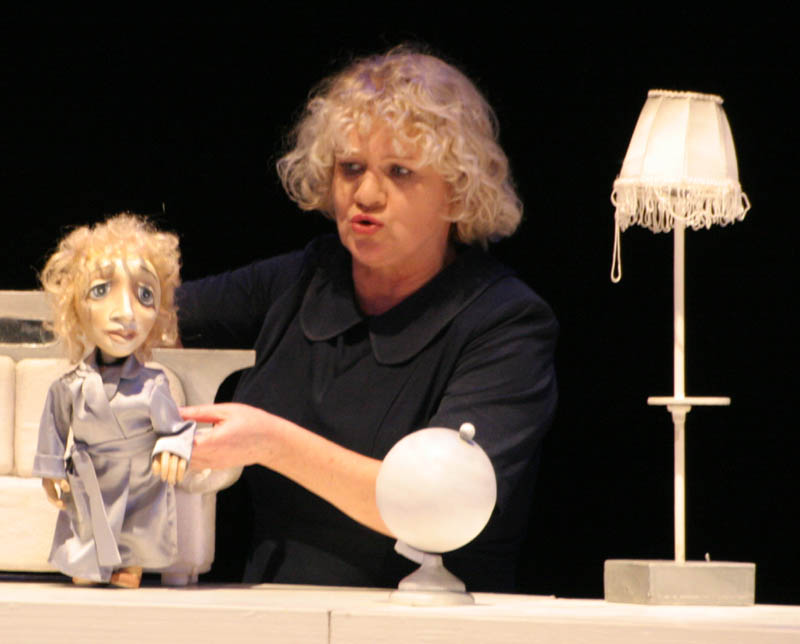
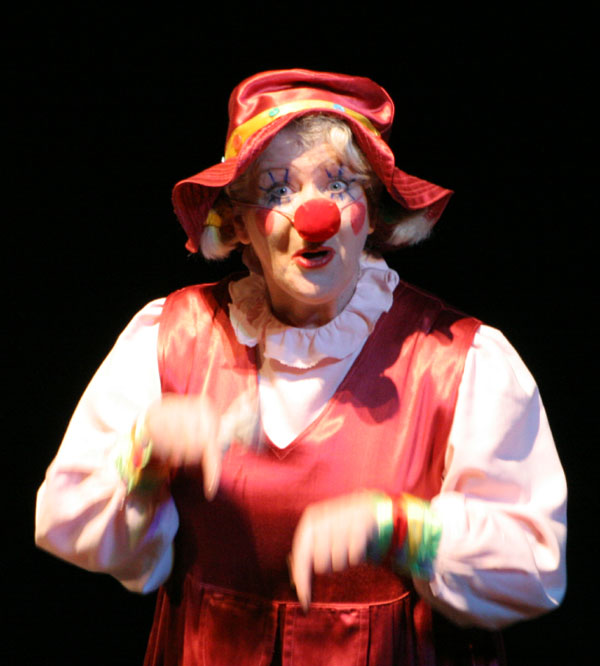
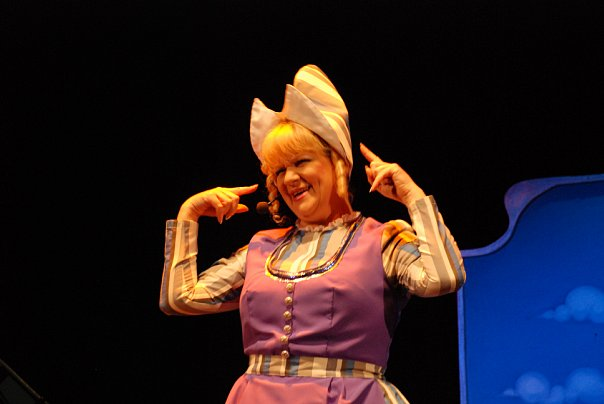

В 1979 году Татьяну Петровну выдвигают на звание заслуженной артистки РСФСР, но получено звание лишь 15 лет спустя.
С 1996 года — художественный руководитель курса театрального факультета Саратовской Государственной консерватории им. В. Л. Собинова, доцент кафедры мастерства актёра.
5 декабря 2009 года Татьяне Кондратьевой присвоено звание народной артистки России.

## Признание и награды
- Заслуженная артистка Российской Федерации (1 декабря 1994) — за заслуги в области искусства[3]
- Лауреат II Саратовского областного фестиваля «Золотой Арлекин» (2003) —за роль Аманды в спектакле «Стеклянный зверинец»[4]
- Народная артистка Российской Федерации (2009)

## Творчество

### Роли в театре
- 1982 — «Малыш и Карлсон, который живёт на крыше» Софии Прокофьевой — Малыш
- 2000 — «Морозко» А.Шуриновой. Режиссёр: Геннадий Шугуров — Паша
- 2002 — «Стеклянный зверинец» Теннесси Уильямса. Режиссёр: Геннадий Шугуров — Аманда
- 2003 — «Медвежонок, Ёжик и Другие» Сергей Козлова. Режиссёр: Геннадий Шугуров — Ёжик
- 2008 — «Дон Жуан» Ж. Б. Мольер. Режиссёр: Геннадий Шугуров — Донна Анна
- 2008 — «По щучьему велению» Ирины Токмаковой. Режиссёр: Геннадий Шугуров — Щука, Мать Емели
- 2009 — «Госпожа метелица» братьев Гримм. Режиссёр: Геннадий Шугуров — Фрау Гризельда

### Постановки в театре
- 2003 — «Весёлая школа» Т.Кондратьева, Р.Файзулин
- 2004 — «Ах, уж эта Репка» Ирины Токмаковой
- 2006 — «Царевна — лягушка» Нины Гернет
- 2006 — «Гусёнок» Нины Гернет
- 2007 — «Машенька и Медведь» (инсценировка Татьяна Кондратьева)
- 2008 — «Три поросёнка» (по пьесе В.Швембергера)

### Озвучивание мультфильмов
- 1982 — Далеко-далеко на юге — Щука
- 1984 — Подушка для солнышка — Медвежонок